# Platystolus
Platystolus is een geslacht van rechtvleugeligen uit de familie van de sabelsprinkhanen (Tettigoniidae). De wetenschappelijke naam van dit geslacht is voor het eerst voorgesteld door Ignacio Bolívar in een publicatie uit 1878.

## Soorten
Het geslacht Platystolus omvat de volgende soorten:
- Platystolus martinezii (Bolívar, 1873)
- Platystolus monticola (Serville, 1838)
- Platystolus surcularius (Bolívar, 1877)